# エバンストン (ワイオミング州)
エバンストン（Evanston）は、アメリカ合衆国ワイオミング州南西部の都市。ウインタ郡の郡庁所在地である。人口は1万1747万人（2020年）。

## 歴史
歴史は西部開拓時代に遡り、西へ向かう要所として栄えた。東西から伸びてきた大陸横断鉄道が、1869年にこの地でつながったことから、大陸横断鉄道開通の地としても知られる。そのため、エバンストンのダウンタウンは西部開拓時代の雰囲気を色濃く残し、いわゆるカウボーイ・カウガールの街となっている。秋にはロデオ祭りが行われる。

## 地理
標高2,050メートルの高原に位置している。東西の地平線のかなたにロッキー山脈の頂を望むことができる。車で約1時間の距離にウインタ山脈があり、手付かずの自然の中で、フライフィッシングやオートキャンプが楽しめる。ユタ州ソルトレイクシティまでは車で約2時間、グランドティトン国立公園までは約5時間、イエローストーン国立公園までは約6時間である。

## 経済
産業は、石油採掘と牧畜が主。

## 宗教
ソルトレイクシティが近いこともあり、モルモン教徒が多い。

## 教育
エバンストンには4つの小学校、2つの中学校（ミドルスクール）があり、高校は州内でもトップクラスのエバンストン高校（Evanston High School）がある。

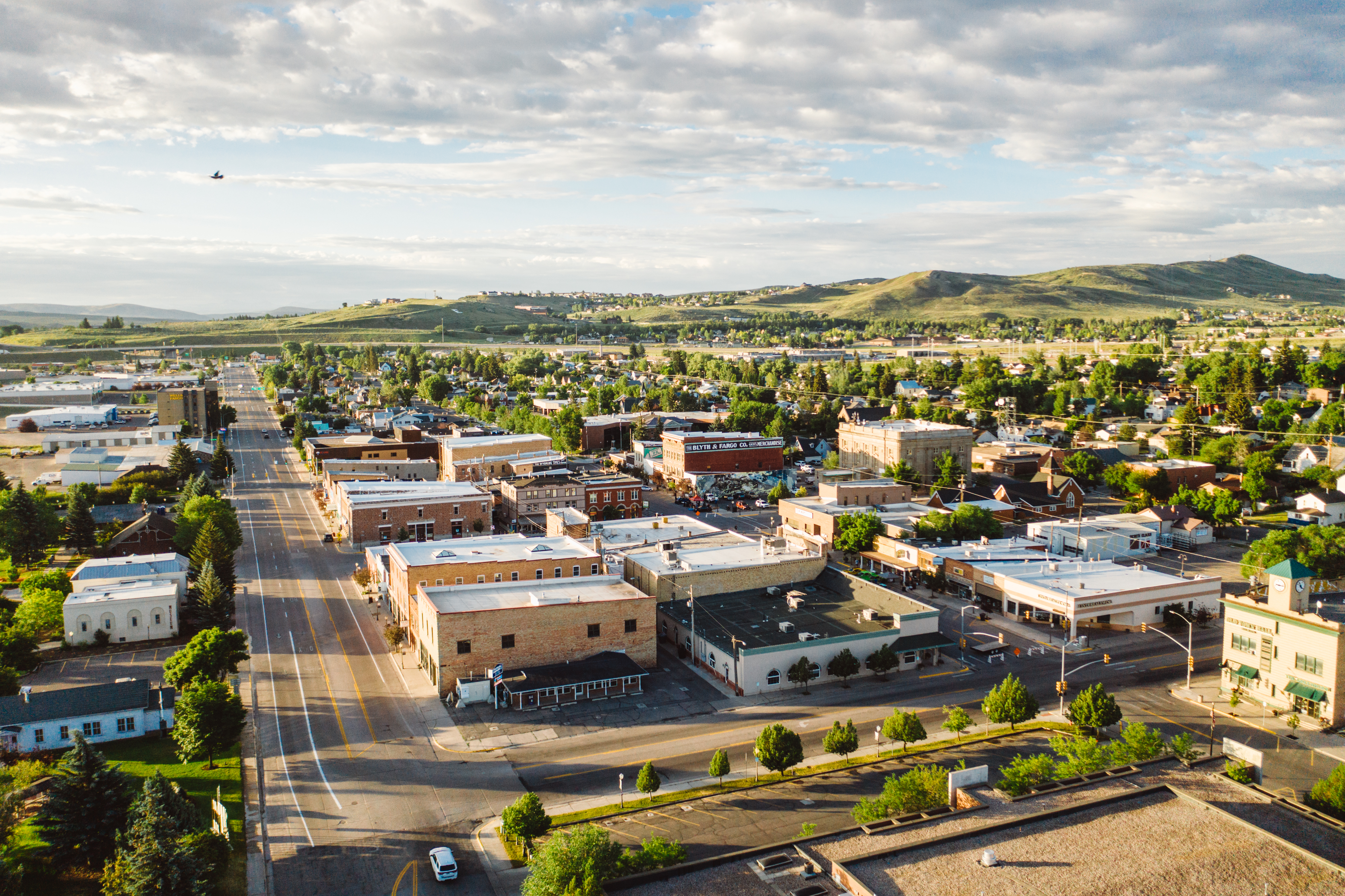
エバンストンの景観